# Villargordo (Jaén)
Villargordo es una localidad perteneciente al municipio español de Villatorres, en la provincia de Jaén, comunidad autónoma de Andalucía. Fue municipio independiente y libre hasta 1975, cuando se llevó a cabo su fusión con las localidades de Torrequebradilla y Vados de Torralba, para formar el municipio anteriormente mencionado.

## Economía
Fundamentalmente basada en la agricultura, la economía de Villargordo se enfoca en el cultivo del olivar, de la misma forma que otras localidades del entorno.

## Cultura

### Puntos de interés

#### Iglesia de Nuestra Señora de la Asunción
Se trata de una iglesia parroquial de la que se tienen pocos datos históricos, pues su archivo se perdió en la Guerra Civil, durante la cual se perdieron bienes muebles y enseres, aunque no resultó afectada de gravedad.

#### Ermita de Santa Ana
La ermita situada en el alto del cerro de la Dehesa Boyal. Fue remodelada en 1867. En esta época, se encontraba a las afueras de la población, quedando unida a esta ya bien entrado el siglo XX. Se conoce que tanto la iglesia citada anteriormente como la ermita ya existían en el siglo XVI, si bien las fuentes no han podido concretarlo.
En la ermita se venera la imagen del Santo Cristo de la Salud, pequeña talla en madera, perteneciente al siglo XVI y de estilo barroco, son veneradas también las imágenes de Santa Ana, San Antón, San Isidro, Santa Marta y la Virgen del Carmen.
Fuente de las Pilas
Fuente construida en el primer tercio del siglo XX en la vertiente este de la localidad, y financiada por suscripción popular, cuya finalidad era servir de lavadero público a la localidad. El agua potable no llegaría a Villargordo hasta la década de los setenta, de aquí la importancia que se le dio a las Pilas.

En la década de los 2010 las pilas fueron reconstruidas a modo de decoración urbana.

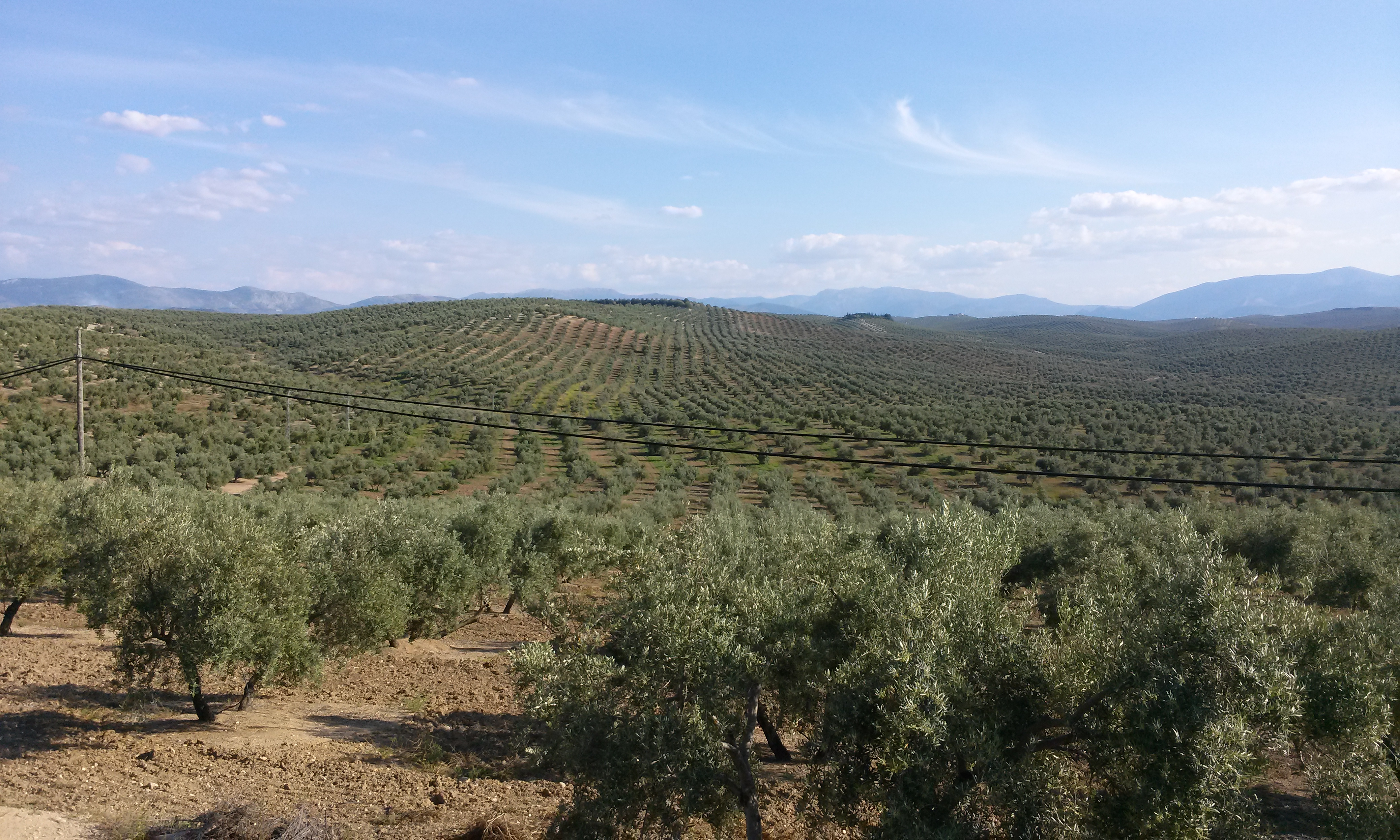
Olivares en Villargordo.

## Geografía humana

### Demografía
| Gráfica de evolución demográfica de Villargordo entre 1842 y 1970 |
| |
| Población de derecho según los censos de población del INE Población de hecho según los censos de población del INEEntre el censo de 1981 y el anterior, este municipio desaparece porque se agrupa en el municipio 23903 (Villatorres) |

Evolución de la población
| Gráfica de evolución demográfica de Villargordo (Jaén) entre 2000 y 2016 |
|                                                                          |
| Población de derecho (2000-2016) según el padrón municipal del INE       |

## Comunicaciones y transporte

### Red de carreteras
Por el entorno del núcleo urbano no pasa ninguna carretera de la red principal. En la localidad enlazan dos carreteras de inferior orden que lo unen con la capital, Las Infantas, Mengíbar y Torrequebradilla, así como varios caminos agrarios y vecinales.
| Tipo                      | Identificador | Denominación                            | Itinerario                                               |
| ------------------------- | ------------- | --------------------------------------- | -------------------------------------------------------- |
| Carreteras convencionales | A-6000        | Carretera de A-316 a Mengíbar           | A-316 - Torrequebradilla - Villargordo - A-44 - Mengíbar |
| Carreteras convencionales | JA-3100       | Carretera de Las Infantas a Villargordo | Las Infantas N-323 - Villargordo                         |

### Transporte público

#### Autobuses interurbanos
Las líneas M10-1 y M10-2 de autobús interurbano del Consorcio de Transporte Metropolitano del Área de Jaén conectan a Villargordo con el resto de localidades de Villatorres, con Jaén capital y otros núcleos al noreste, como Sotogordo o Campillo del Río.
| Tipo                | Identificador | Denominación                           | Itinerario |
| ------------------- | ------------- | -------------------------------------- | --- |
| Autobús Interurbano | M10-1         | Jaén - Sotogordo por Vados de Torralba | Jaén - Grañena - Las Infantas - Villargordo - Torrequebradilla - Vados de Torralba - Sotogordo - Campillo del Río - Torreblascopedro |
| Autobús Interurbano | M10-2         | Jaén - Villargordo                     | Jaén - Grañena - Las Infantas - Villargordo                                                                                          |

## Personajes ilustres
- Francisco Cerezo Moreno, pintor costumbrista del siglo XX